# Giro de Italia 1987
La 70ª edición del Giro de Italia se disputó entre el 21 de mayo y el 12 de junio de 1987, con un recorrido de 22 etapas y 3915 km, que se recorrieron a una velocidad media de 37,045 km/h.
El de 1987 fue un año en blanco para el ciclismo español. Solo Marino Lejarreta estuvo a la altura de los mejores, pero apenas logró dos terceros puestos en etapas con final en alto y una cuarta plaza final en la general, pues el neerlandés Erik Breukink le arrebató la tercera posición en la última contrarreloj.
Se vivió un bonito duelo entre los corredores del equipo Carrera, Roberto Visentini (ganador del año anterior) y Stephen Roche. Al final, el abandono del primero dejó en bandeja el Giro de Italia para el ciclista irlandés, que comenzaba así la que sería su mejor temporada en el ciclismo (también ganaría el Tour de Francia 1987 y el Campeonato del Mundo de ciclismo).
Gran actuación también por parte del equipo Panasonic, que consiguió tres victorias de etapa, la clasificación por equipos y la clasificación de la montaña, además de situar a cuatro corredores entre los diez primeros, incluidos el segundo y el tercero, Robert Millar y Erik Breukink, respectivamente.

## Equipos participantes
| Equipo             | Jefe de filas      |
| Carrera            | Roberto Visentini  |
| Atala-Ofmega       | Gianni Bugno       |
| Ecoflam            | Maurizio Fondriest |
| Ceramiche Ariostea | Kjel Nilsson       |
| Del Tongo          | Giuseppe Saronni   |
| Fagor              | Pedro Muñoz        |
| Fibok-Müller       | Stefano Colage     |
| Gewiss-Bianchi     | Moreno Argentin    |
| Gis Gelati         | Franco Chioccioli  |
| Transvemij         | Daniel Wyder       |

| Equipo       | Jefe de filas         |
| Magniflex    | Franco Ballerini      |
| Orbea        | Marino Lejarreta      |
| Paini        | Mauro Gianetti        |
| Panasonic    | Phil Anderson         |
| Remac-Fanini | Alessio Di Basco      |
| Roland       | Hennie Kuiper         |
| Selca        | Roberto Conti         |
| Brianzoli    | Tony Rominger         |
| Zahor        | Juan Fernández        |
| Toshiba      | Jean François Bernard |

## Etapas
| Etapa   | Fecha       | Recorrido                         | km       | Ganador de la etapa   | Líder de la clasificación general |
| Prólogo | 21 de mayo  | San Remo                          | 4 (CRI)  | Roberto Visentini     | Roberto Visentini                 |
| 1ªa     | 22 de mayo  | San Remo-San Romolo               | 31       | Erik Breukink         | Erik Breukink                     |
| 1.ªb    | 22 de mayo  | Poggio de San Remo-San Remo       | 8 (CRI)  | Stephen Roche         | Erik Breukink                     |
| 2.ª     | 23 de mayo  | Imperia-Borgo Val di Taro         | 242      | Moreno Argentin       | Erik Breukink                     |
| 3.ª     | 24 de mayo  | Lerici-Lido di Camaiore           | 43 (CRE) | Carrera               | Stephen Roche                     |
| 4.ª     | 25 de mayo  | Camaiore-Montalcino               | 203      | Moreno Argentin       | Stephen Roche                     |
| 5.ª     | 26 de mayo  | Montalcino-Terni                  | 208      | Eddy Planckaert       | Stephen Roche                     |
| 6.ª     | 27 de mayo  | Terni-Terminillo                  | 134      | Jean-Claude Bagot     | Stephen Roche                     |
| 7.ª     | 28 de mayo  | Rieti-Roccaraso                   | 205      | Moreno Argentin       | Stephen Roche                     |
| 8.ª     | 29 de mayo  | San Giorgio del Sannio            | 168      | Paolo Rosola          | Stephen Roche                     |
| 9.ª     | 30 de mayo  | San Giorgio del Sannio-Bari       | 257      | Urs Freuler           | Stephen Roche                     |
| 10.ª    | 31 de mayo  | Bari-Termoli                      | 210      | Paolo Rosola          | Stephen Roche                     |
| 11.ª    | 2 de junio  | Giulianova-Osimo                  | 245      | Robert Forest         | Stephen Roche                     |
| 12.ª    | 3 de junio  | Osimo-Bellaria-Igea Marina        | 197      | Guido Bontempi        | Stephen Roche                     |
| 13.ª    | 4 de junio  | Rímini-San Marino                 | 46 (CRI) | Roberto Visentini     | Roberto Visentini                 |
| 14.ª    | 4 de junio  | San Marino-Lido di Jesolo         | 260      | Paolo Cimini          | Roberto Visentini                 |
| 15.ª    | 5 de junio  | Lido di Jesolo-Sappada            | 224      | Johan van der Velde   | Stephen Roche                     |
| 16.ª    | 6 de junio  | Sappada-Canazei                   | 211      | Johan van der Velde   | Stephen Roche                     |
| 17.ª    | 7 de junio  | Canazei-Riva del Garda            | 206      | Marco Vitali          | Stephen Roche                     |
| 18.ª    | 8 de junio  | Riva del Garda-Trescore Balneario | 213      | Giuseppe Calcaterra   | Stephen Roche                     |
| 19.ª    | 9 de junio  | Trescore Balneario-Madesimo       | 160      | Jean François Bernard | Stephen Roche                     |
| 20.ª    | 10 de junio | Madesimo-Como                     | 156      | Paolo Rosola          | Stephen Roche                     |
| 21.ª    | 11 de junio | Como-Pila                         | 252      | Robert Millar         | Stephen Roche                     |
| 22ª     | 11 de junio | Aosta-St. Vicent                  | 32 (CRI) | Stephen Roche         | Stephen Roche                     |

## Clasificaciones
| \| 1. \| Stephen Roche \| Irlanda \| CAR \| 105h 39' 40s \| \| \| 2. \| Robert Millar \| Reino Unido \| PAN \| a 3' 40s \| \| \| 3. \| Erik Breukink \| Países Bajos \| PAN \| a 4' 17s \| \| \| 4. \| Marino Lejarreta \| España \| ORB \| a 5' 11s \| \| \| 5. \| Flavio Giupponi \| Italia \| DEL \| a 7' 42s \| \| \| 6. \| Marco Giovannetti \| Italia \| GIS \| a 11' 05s \| \| \| 7. \| Phil Anderson \| Australia \| PAN \| a 13' 36s \| \| \| 8. \| Peter Winnen \| Países Bajos \| PAN \| a 13' 56s \| \| \| 9. \| Johan van der Velde \| Países Bajos \| GIS \| a 13' 57s \| \| \| 10. \| Steve Bauer \| Canadá \| TOS \| a 14' 41s \| \| |                     |              |     |              |  |
| 1. | Stephen Roche       | Irlanda      | CAR | 105h 39' 40s |  |
| 2. | Robert Millar       | Reino Unido  | PAN | a 3' 40s     |  |
| 3. | Erik Breukink       | Países Bajos | PAN | a 4' 17s     |  |
| 4. | Marino Lejarreta    | España       | ORB | a 5' 11s     |  |
| 5. | Flavio Giupponi     | Italia       | DEL | a 7' 42s     |  |
| 6. | Marco Giovannetti   | Italia       | GIS | a 11' 05s    |  |
| 7. | Phil Anderson       | Australia    | PAN | a 13' 36s    |  |
| 8. | Peter Winnen        | Países Bajos | PAN | a 13' 56s    |  |
| 9. | Johan van der Velde | Países Bajos | GIS | a 13' 57s    |  |
| 10. | Steve Bauer         | Canadá       | TOS | a 14' 41s    |  |

| \| 1. \| Johan van der Velde \| Países Bajos \| GIS \| 175 puntos \| \| 2. \| Paolo Rosola \| Italia \| GEW \| 171 puntos \| \| 3. \| Stephen Roche \| Irlanda \| CAR \| 153 puntos \| |                     |              |     |            |
| 1. | Johan van der Velde | Países Bajos | GIS | 175 puntos |
| 2. | Paolo Rosola        | Italia       | GEW | 171 puntos |
| 3. | Stephen Roche       | Irlanda      | CAR | 153 puntos |

| \| 1. \| Robert Millar \| Reino Unido \| PAN \| 97 puntos \| \| 2. \| Jean-Claude Bagot \| Francia \| FAG \| 53 puntos \| \| 3. \| Johan van der Velde \| Países Bajos \| GIS \| 32 puntos \| |                     |              |     |           |
| 1. | Robert Millar       | Reino Unido  | PAN | 97 puntos |
| 2. | Jean-Claude Bagot   | Francia      | FAG | 53 puntos |
| 3. | Johan van der Velde | Países Bajos | GIS | 32 puntos |

| \| 1. \| Roberto Conti \| Italia \| SEL \| 106h 00' 29s \| |               |        |     |              |
| 1.                                                         | Roberto Conti | Italia | SEL | 106h 00' 29s |

| \| 1. \| Panasonic \| Países Bajos \| PAN \| - \| |           |              |     |   |
| 1.                                                | Panasonic | Países Bajos | PAN | - |